# Paula Fox
Paula Fox (New York, 22 april 1923 – aldaar, 1 maart 2017) was een Amerikaanse schrijfster van kinderboeken en boeken voor volwassenen. Fox was de oma van Courtney Love en overgrootmoeder van Frances Bean Cobain. Haar kleindochter trouwde in de jaren negentig met zanger Kurt Cobain.

## Loopbaan
Fox begon pas professioneel te schrijven toen zij boven de veertig jaar was; daarvoor werkte zij onder meer als lerares. Haar eerste boek was Poor George, over een cynische onderwijzer. Dit boek verkocht echter niet goed hoewel critici er zeer lovend over schreven. 
In 1976 kreeg ze de Nederlandse Zilveren Griffel voor Duvelstoejager op een slavenschip toegekend. Zij won de Hans Christian Andersenprijs in 1978. Andere prijzen die zij kreeg, waren de Newbery Medal (voor haar boek "The Slave Dancer" uit 1973), de National Book Award (voor "A Place Apart" in 1983) en de Duitse Jeugdliteratuurprijs (voor "A Portrait of Ivan"). 

## Persoonlijk leven
Fox had een Spaanse moeder en een Iers-Engelse vader. In 1944 beviel ze van een dochter, Linda Carroll, die zij opgaf voor adoptie. Carroll werd later moeder van een dochtertje, Courtney Michelle Love. Naar verluidt was Linda Carroll geboren als het gevolg van een affaire tussen Fox en befaamd acteur Marlon Brando. De twee leefden in de jaren veertig enige tijd onder één dak, in het huis van acteer-coach Stella Adler. Fox heeft echter nooit bekend willen maken wie de vader van het kind was.
Fox werd 93 jaar oud en overleed in Brooklyn.